# René De Silvestro
René De Silvestro (* 26. Juni 1996 in Innichen) ist ein italienischer Para-Alpinskifahrer, der an den Winter-Paralympics 2018 und 2022 teilnahm.

## Leben
René De Silvestro war im alpinen Skisport seit Dezember 2011 aktiv. Am 22. Dezember 2013 prallte er während der Aufwärmphase vor einem Jugendwettkampf in Alleghe auf einen Baum außerhalb der Skipiste und erlitt den Bruch eines Wirbels und eine daraus resultierende Rückenmarksverletzung, die zu einer teilweisen Lähmung der unteren Extremitäten führte. Nach fast einem Jahr Physiotherapie nahm er wieder an Wettkämpfen teil und versuchte sich in der paralympischen Leichtathletik. Er trat im Kugelstoßen und im Speerwurf an. Nach dem Gewinn von vier italienischen Titeln gewann er bei den Juniorenweltmeisterschaften 2016 eine Goldmedaille. 

## Karriere
Sein Ziel blieb jedoch die Rückkehr zum Skifahren. 2016 debütierte er beim Europacup-Riesenslalom, der am 17. März in Obersaxen stattfand. In der Saison 2016/17 nahm er am Weltcup und an den Weltmeisterschaften in Tarvisio teil. Er beendete weder den Riesenslalom noch den Spezialslalom. In der Saison 2017–2018 erreichte er das erste Podium im Weltcup und im Europacup. Bei den XII. Paralympischen Winterspielen 2018 in Pyeongchang, seinem paralympischen Debüt, belegte er den achten Platz im Riesenslalom und den siebten Platz im Spezialslalom. Bei den Weltmeisterschaften 2019 in Kranjska Gora/Sella Nevea wurde er Vierter im Riesenslalom und Fünfter in der Superkombination. Im Januar 2020 errang er seinen ersten Weltcupsieg in Veysonnaz im Riesenslalom. Bei den Weltmeisterschaften in Lillehammer 2021 (ausgetragen im Januar 2022) gewann er die Goldmedaille in der Superkombination und die Bronzemedaille im Super-G. Bei den folgenden XIII. Paralympischen Winterspielen 2022 in Peking holte er die Silbermedaille im Riesenslalom und Bronze im Spezialslalom. Bei den Weltmeisterschaften 2023 in Espot er gewann die Silbermedaille im Spezialslalom und in der Kombination und wurde 6. in der Abfahrt, 4. im Super-G und 5. im Riesenslalom. In derselben Saison 2022/23 belegte er im Weltcup sowohl im Riesenslalom als auch im Spezialslalom den 2. Platz in der Gesamtwertung, während er im Super-G den 3. Platz belegte.